# Vita da bohème
Vita da bohème (La Vie de bohème) è un film del 1992 diretto da Aki Kaurismäki.
Il soggetto è liberamente tratto dal romanzo Scènes de la vie de bohème di Henri Murger.

## Trama
Vi sono narrate le vicende di Marcel, uno scrittore parigino, Rodolfo, un pittore albanese e Schaunard, un compositore irlandese. I tre si ritrovano a condividere il poco denaro che riescono a racimolare attraverso la loro arte, e malgrado la povertà della loro condizione, affrontano la vita con tenera dignità in un misto di ironia e fatalismo. Rodolfo conoscerà anche l'amore con Mimì.

## Riconoscimenti
- European Film Awards 1992
  - Miglior attore (Matti Pellonpää)
  - Miglior attore non protagonista (André Wilms)

## Altre versioni
Da Scènes de la vie de bohème di Henri Murger sono stati tratti alcuni film fin dal periodo del cinema muto:
- La Vie de bohème (o La bohème) regia di Albert Capellani (1916)
- La Bohème (La Vie de bohème) di Marcel L'Herbier.